# Delphine Roussel
Pour les articles homonymes, voir Roussel.
Delphine Roussel est une actrice, réalisatrice, productrice, scénariste et monteuse canadienne.

## Filmographie

### Comme actrice
- 2004 : Re-Generation : prostituée
- 2006 : Most Guys Today : Veronica
- 2011 : T Is for Thread (court métrage) : Sarah
- 2012 : The Architecture of the Moon (court métrage) : Ethel
- 2012 : Halfway There (court métrage) : Nada Popoff
- 2012 : We Blinded the Sun (court métrage) : Nan
- 2012 : Kimi (court métrage) : Madame
- 2013 : What Have We Done (court métrage) : professeure
- 2013 : Breakout (série télévisée) : la directrice du motel
- 2012-2013 : Paranormal Witness (série télévisée documentaire) : Ann Brock / Amelia Verdere (2 épisodes)
- 2013 : Lively (court métrage) : Laura
- 2013 : Grace (court métrage) : Grace
- 2014 : Lady P (court métrage) : Lady P
- 2014 : ABCs of Death 2 (segment "Z")
- 2014 : Surviving Evil (série télévisée) : Amanda Kirby
- 2014 : Last Breath (court métrage) : la cheffe de la secte
- 2014 : Revelation: The End of Days (mini-série) : Gail Adams
- 2014 : Simon's Love (court métrage) : Wendy
- 2015 : The Interior : la doctoresse
- 2016 : See No Evil (série télévisée documentaire) : détective Heather Linteo
- 2016 : Sin City ER (série télévisée) : Michelle LeFong
- 2016 : Murder U (série télévisée) : Mrs.Copeland
- 2016 : Almost Adults : Diane
- 2016 : Suffer (court métrage) : une garde
- 2016 : Bloody Bits: Shorts Compilation Vol. 1 : Laura (segment "Lively")
- 2017 : Boys Will Be (court métrage) : Amanda
- 2017 : Killjoys (série télévisée) : Melek Seyah Rinn
- 2017 : Porcupine Lake : Ally
- 2017 : Fail to Appear : Crown Attorney
- 2018 : Sis Boom Bah (série télévisée) : Carmen Tankly (5 épisodes)
- 2018 : Frankie Drake Mysteries (série télévisée) : Ingrid Walsh
- 2018 : Anne with an E (série télévisée) : la mère de Marilla

### Comme réalisatrice
- 2012 : Le musee de mon oncle (court métrage documentaire)
- 2015 : The Mustang Drive-In: Prince Edward County (documentaire)
- 2018 : Sis Boom Bah (série télévisée) (1 épisode)

### Comme productrice
- 2012 : Le musee de mon oncle (court métrage documentaire)
- 2015 : The Mustang Drive-In: Prince Edward County (documentaire)
- 2018 : Sis Boom Bah (série télévisée) (4 épisodes)

### Comme scénariste
- 2018 : Sis Boom Bah (série télévisée) (4 épisodes)

### Comme monteuse
- 2018 : Sis Boom Bah (série télévisée) (1 épisode)